# Clásico Interandino
El clásico interandino es un partido de fútbol en el cual se enfrentan a los dos equipos más importantes y populares del centro de la región sierra es un partido de mucha altura, el Club Social y Deportivo Macará de Ambato (El ídolo de Ambato) y el Centro Deportivo Olmedo de Riobamba (El ídolo de Riobamba). 

## Historial General

#### Campeonato Nacional
| Partido N.º | Año  | Campeonato                                    | Equipo Local | Equipo Visitante | Estadio                    |
| ----------- | ---- | --------------------------------------------- | ------------ | ---------------- | -------------------------- |
| 1           | 1971 | Campeonato Ecuatoriano de Fútbol Serie B 1971 | Olmedo 1     | Macará 1         | Olímpico Fernando Guerrero |
| 2           | 1971 | Campeonato Ecuatoriano de Fútbol Serie B 1971 | Macará 1     | Olmedo 1         | Estadio Bellavista         |
| 3           | 1971 | Campeonato Ecuatoriano de Fútbol 1971         | Macará 1     | Olmedo 1         | Estadio Bellavista         |
| 4           | 1971 | Campeonato Ecuatoriano de Fútbol 1971         | Olmedo 1     | Macará 1         | Olímpico Fernando Guerrero |
| 5           | 1972 | Campeonato Ecuatoriano de Fútbol 1972         | Macará 4     | Olmedo 2         | Estadio Bellavista         |
| 6           | 1972 | Campeonato Ecuatoriano de Fútbol 1972         | Olmedo 3     | Macará 3         | Olímpico Fernando Guerrero |
| 7           | 1974 | Campeonato Ecuatoriano de Fútbol Serie B 1974 | Macará 2     | Olmedo 0         | Estadio Bellavista         |
| 8           | 1974 | Campeonato Ecuatoriano de Fútbol Serie B 1974 | Olmedo 1     | Macará 1         | Olímpico Fernando Guerrero |
| 9           | 1976 | Campeonato Ecuatoriano de Fútbol Serie B 1976 | Macará 0     | Olmedo 0         | Estadio Bellavista         |
| 10          | 1976 | Campeonato Ecuatoriano de Fútbol Serie B 1976 | Olmedo 0     | Macará 1         | Olímpico Fernando Guerrero |
| 11          | 1976 | Campeonato Ecuatoriano de Fútbol Serie B 1976 | Olmedo 1     | Macará 1         | Olímpico Fernando Guerrero |
| 12          | 1976 | Campeonato Ecuatoriano de Fútbol Serie B 1976 | Macará 3     | Olmedo 1         | Estadio Bellavista         |
| 13          | 1999 | Campeonato Ecuatoriano de Fútbol 1999         | Olmedo 2     | Macará 1         | Olímpico Fernando Guerrero |
| 14          | 1999 | Campeonato Ecuatoriano de Fútbol 1999         | Macará 2     | Olmedo 4         | Estadio Bellavista         |
| 15          | 1999 | Campeonato Ecuatoriano de Fútbol 1999         | Olmedo 0     | Macará 0         | Olímpico Fernando Guerrero |
| 16          | 1999 | Campeonato Ecuatoriano de Fútbol 1999         | Macará 1     | Olmedo 1         | Estadio Bellavista         |
| 17          | 2000 | Campeonato Ecuatoriano de Fútbol 2000         | Macará 1     | Olmedo 1         | Estadio Bellavista         |
| 18          | 2000 | Campeonato Ecuatoriano de Fútbol 2000         | Olmedo 0     | Macará 0         | Olímpico Fernando Guerrero |
| 19          | 2000 | Campeonato Ecuatoriano de Fútbol 2000         | Macará 1     | Olmedo 2         | Estadio Bellavista         |
| 20          | 2000 | Campeonato Ecuatoriano de Fútbol 2000         | Olmedo 0     | Macará 1         | Olímpico Fernando Guerrero |
| 21          | 2001 | Campeonato Ecuatoriano de Fútbol 2001         | Macará 2     | Olmedo 1         | Estadio Bellavista         |
| 22          | 2001 | Campeonato Ecuatoriano de Fútbol 2001         | Olmedo 1     | Macará 0         | Olímpico Fernando Guerrero |
| 23          | 2001 | Campeonato Ecuatoriano de Fútbol 2001         | Macará 0     | Olmedo 0         | Estadio Bellavista         |
| 24          | 2001 | Campeonato Ecuatoriano de Fútbol 2001         | Olmedo 0     | Macará 1         | Olímpico Fernando Guerrero |
| 25          | 2002 | Campeonato Ecuatoriano de Fútbol 2002         | Olmedo 0     | Macará 0         | Olímpico Fernando Guerrero |
| 26          | 2002 | Campeonato Ecuatoriano de Fútbol 2002         | Macará 1     | Olmedo 1         | Estadio Bellavista         |
| 27          | 2002 | Campeonato Ecuatoriano de Fútbol 2002         | Olmedo 1     | Macará 1         | Olímpico Fernando Guerrero |
| 28          | 2002 | Campeonato Ecuatoriano de Fútbol 2002         | Macará 0     | Olmedo 0         | Estadio Bellavista         |
| 29          | 2003 | Campeonato Ecuatoriano de Fútbol Serie B 2003 | Olmedo 2     | Macará 1         | Olímpico Fernando Guerrero |
| 30          | 2003 | Campeonato Ecuatoriano de Fútbol Serie B 2003 | Macará 3     | Olmedo 1         | Estadio Bellavista         |
| 31          | 2003 | Campeonato Ecuatoriano de Fútbol Serie B 2003 | Olmedo 1     | Macará 0         | Olímpico Fernando Guerrero |
| 32          | 2003 | Campeonato Ecuatoriano de Fútbol Serie B 2003 | Macará 1     | Olmedo 1         | Estadio Bellavista         |
| 33          | 2004 | Campeonato Ecuatoriano de Fútbol 2004         | Olmedo 3     | Macará 3         | Olímpico Fernando Guerrero |
| 34          | 2004 | Campeonato Ecuatoriano de Fútbol 2004         | Macará 0     | Olmedo 1         | Estadio Bellavista         |
| 35          | 2004 | Campeonato Ecuatoriano de Fútbol 2004         | Olmedo 2     | Macará 0         | Olímpico Fernando Guerrero |
| 36          | 2004 | Campeonato Ecuatoriano de Fútbol 2004         | Macará 1     | Olmedo 5         | Estadio Bellavista         |
| 37          | 2006 | Campeonato Ecuatoriano de Fútbol 2006         | Macará 0     | Olmedo 1         | Estadio Bellavista         |
| 38          | 2006 | Campeonato Ecuatoriano de Fútbol 2006         | Olmedo 1     | Macará 0         | Olímpico Fernando Guerrero |
| 39          | 2006 | Campeonato Ecuatoriano de Fútbol 2006         | Macará 2     | Olmedo 4         | Estadio Bellavista         |
| 40          | 2006 | Campeonato Ecuatoriano de Fútbol 2006         | Olmedo 2     | Macará 2         | Olímpico Fernando Guerrero |
| 41          | 2007 | Campeonato Ecuatoriano de Fútbol 2007         | Olmedo 2     | Macará 1         | Olímpico Fernando Guerrero |
| 42          | 2007 | Campeonato Ecuatoriano de Fútbol 2007         | Macará 0     | Olmedo 0         | Estadio Bellavista         |
| 43          | 2007 | Campeonato Ecuatoriano de Fútbol 2007         | Olmedo 0     | Macará 0         | Olímpico Fernando Guerrero |
| 44          | 2007 | Campeonato Ecuatoriano de Fútbol 2007         | Macará 1     | Olmedo 1         | Estadio Bellavista         |
| 45          | 2008 | Campeonato Ecuatoriano de Fútbol 2008         | Macará 0     | Olmedo 0         | Estadio Bellavista         |
| 46          | 2008 | Campeonato Ecuatoriano de Fútbol 2008         | Olmedo 0     | Macará 1         | Olímpico Fernando Guerrero |
| 47          | 2009 | Campeonato Ecuatoriano de Fútbol 2009         | Macará 1     | Olmedo 3         | Estadio Bellavista         |
| 48          | 2009 | Campeonato Ecuatoriano de Fútbol 2009         | Olmedo 3     | Macará 3         | Olímpico Fernando Guerrero |
| 49          | 2010 | Campeonato Ecuatoriano de Fútbol 2010         | Macará 0     | Olmedo 2         | Estadio Bellavista         |
| 50          | 2010 | Campeonato Ecuatoriano de Fútbol 2010         | Olmedo 0     | Macará 0         | Olímpico Fernando Guerrero |
| 51          | 2010 | Campeonato Ecuatoriano de Fútbol 2010         | Macará 0     | Olmedo 1         | Estadio Bellavista         |
| 52          | 2010 | Campeonato Ecuatoriano de Fútbol 2010         | Olmedo 0     | Macará 1         | Olímpico Fernando Guerrero |
| 53          | 2012 | Campeonato Ecuatoriano de Fútbol 2012         | Olmedo 2     | Macará 0         | Olímpico Fernando Guerrero |
| 54          | 2012 | Campeonato Ecuatoriano de Fútbol 2012         | Macará 3     | Olmedo 1         | Estadio Bellavista         |
| 55          | 2012 | Campeonato Ecuatoriano de Fútbol 2012         | Olmedo 3     | Macará 2         | Olímpico Fernando Guerrero |
| 56          | 2012 | Campeonato Ecuatoriano de Fútbol 2012         | Macará 1     | Olmedo 0         | Estadio Bellavista         |
| 57          | 2015 | Campeonato Ecuatoriano de Fútbol Serie B 2015 | Olmedo 0     | Macará 0         | Olímpico Fernando Guerrero |
| 58          | 2015 | Campeonato Ecuatoriano de Fútbol Serie B 2015 | Macará 0     | Olmedo 0         | Estadio Bellavista         |
| 59          | 2015 | Campeonato Ecuatoriano de Fútbol Serie B 2015 | Olmedo 3     | Macará 3         | Olímpico Fernando Guerrero |
| 60          | 2015 | Campeonato Ecuatoriano de Fútbol Serie B 2015 | Macará 1     | Olmedo 0         | Estadio Bellavista         |
| 61          | 2016 | Campeonato Ecuatoriano de Fútbol Serie B 2016 | Macará 1     | Olmedo 1         | Estadio Bellavista         |
| 62          | 2016 | Campeonato Ecuatoriano de Fútbol Serie B 2016 | Olmedo 1     | Macará 2         | Olímpico Fernando Guerrero |
| 63          | 2016 | Campeonato Ecuatoriano de Fútbol Serie B 2016 | Macará 1     | Olmedo 1         | Estadio Bellavista         |
| 64          | 2016 | Campeonato Ecuatoriano de Fútbol Serie B 2016 | Olmedo 1     | Macará 1         | Olímpico Fernando Guerrero |
| 65          | 2019 | Serie A de Ecuador 2019                       | Olmedo 0     | Macará 2         | Olímpico Fernando Guerrero |
| 66          | 2019 | Serie A de Ecuador 2019                       | Macará 1     | Olmedo 1         | Estadio Bellavista         |
| 67          | 2020 | Serie A de Ecuador 2020                       | Olmedo 1     | Macará 2         | Olímpico Fernando Guerrero |
| 68          | 2020 | Serie A de Ecuador 2020                       | Macará 1     | Olmedo 0         | Estadio Bellavista         |
| 69          | 2021 | Serie A de Ecuador 2021                       | Olmedo 0     | Macará 2         | Olímpico Fernando Guerrero |
| 70          | 2021 | Serie A de Ecuador 2021                       | Macará 3     | Olmedo 2         | Estadio Bellavista         |

## Estadísticas

#### Partidos Oficiales Totales
| Macará                  | 19 |
| Empates                 | 33 |
| Centro Deportivo Olmedo | 18 |
| Total                   | 70 |

| Décadas   | Partidos | Macará | Empates | Centro Deportivo Olmedo |
| 1971-1976 | 12       | 4      | 8       | 0                       |
| 1999-2010 | 40       | 6      | 18      | 16                      |
| 2012-2021 | 18       | 9      | 7       | 2                       |
| TOTAL     | 70       | 19     | 33      | 18                      |

- Datos: Q5775326